# Just Like a Woman
Just Like a Woman è un brano musicale scritto ed interpretato dal cantautore statunitense Bob Dylan. Compare nel doppio album del 1966 Blonde on Blonde, da cui fu estratta come singolo negli Stati Uniti, dove raggiunse la 33ma posizione nella Billboard Hot 100, e nel resto del mondo. La rivista musicale Rolling Stone l'ha annoverata tra le 500 migliori canzoni di tutti i tempi al 230º posto. La versione di Dylan non fu pubblicata su 45 giri nel Regno Unito ma il gruppo beat britannico Manfred Mann, nel luglio 1966 ebbe un grosso successo pubblicandone una reinterpretazione, che raggiunse il decimo posto in classifica nella Official Singles Chart.

## Il brano

### Composizione
Nelle note interne della compilation del 1985, Biograph, Dylan afferma di aver scritto le parole del testo della canzone a Kansas City, Missouri, il giorno del Ringraziamento (25 novembre) del 1965, mentre era in tour. Tuttavia, dopo aver ascoltato i nastri delle sessioni di registrazione di Dylan al lavoro sulla canzone agli studi di Nashville, lo storico Sean Wilentz scrisse che Dylan improvvisò il testo in studio, cantando "frasi sconnesse e mormorii". Lo spirito d'improvvisazione collettiva si estese anche agli altri musicisti in studio che, nella quarta take del brano, provarono il pezzo in una stramba versione a metà tra lo ska giamaicano e Bo Diddley.
Clinton Heylin ha analizzato il processo di composizione della canzone esaminando i cosiddetti "Blonde On Blonde papers", appunti che Heylin crede siano stati dimenticati da Dylan o rubati dalla sua stanza d'hotel a Nashville. La prima stesura ha già la prima strofa completa, un paio di frasi della seconda, e altre due della terza. Non esiste ancora nessuna traccia del ritornello. Nelle successive stesure, Dylan aggiunse alcune sporadiche frasi alle strofe, sempre senza nessun ritornello. Questo portò Heylin a speculare che Dylan stesse scrivendo il testo mentre Al Kooper suonava il brano ancora e ancora al pianoforte nella stanza d'hotel, e che il ritornello venne aggiunto all'ultimo minuto in sala d'incisione. Kooper ha confermato di aver suonato il pezzo al piano per Dylan nella sua stanza, così da aiutarlo nel processo di scrittura, per poi terminare la canzone insieme agli altri musicisti in studio.

### Registrazione
L'incisione finale di Just Like a Woman venne prodotta da Bob Johnston e registrata ai Columbia Studios, Nashville, Tennessee, il 18 marzo 1966, durante le sessioni di registrazione dell'album Blonde on Blonde. Il brano possiede una melodia flessuosa, supportata da un delicato arpeggio di chitarra classica e dal pianoforte, risultando così il pezzo più accattivante dal punto di vista commerciale sul disco insieme all'altrettanto orecchiabile I Want You. I musicisti che accompagnano Dylan nell'incisione sono Charlie McCoy, Joseph A. Souter Jr., e Wayne Moss alla chitarra, Henry Strzelecki al basso, Hargus "Pig" Robbins al piano, Al Kooper all'organo e Kenny Buttrey alla batteria. Sebbene il chitarrista abituale di Dylan, Robbie Robertson, fosse presente in studio, egli non suonò nella traccia.
Le sessioni di registrazione di Just Like a Woman sono state pubblicate nella loro interezza nell'edizione deluxe in 18 CD dell'album The Bootleg Series Vol. 12: The Cutting Edge 1965-1966 nel 2015, mentre i momenti salienti sono stati inclusi anche nelle versioni a 6 e a 2 CD.

### Testo e significato
Il brano ha come soggetto una figura femminile che si comporta appunto come una donna (traduzione del titolo in italiano): «She takes just like a woman, yes, she does / She makes love just like a woman, yes, she does / And she aches just like a woman / But she breaks just like a little girl» ("Sorprende proprio come una donna, fa l'amore proprio come una donna, ma va in crisi proprio come una bimba") canta Dylan nel ritornello, descrivendo le due personalità differenti della protagonista.
Dylan scrisse questa ballata il giorno del ringraziamento del 1965 mentre si trovava in tour a Kansas City. Pare che fu ispirato da Edie Sedgwick, donna di New York che frequentava la Factory di Andy Warhol. Nello stesso periodo Dylan fu presentato a Warhol e guadagnò l'attenzione di alcuni musicisti (anche Lou Reed dei Velvet Underground scrisse Femme Fatale, pubblicata nell'album The Velvet Underground & Nico del 1967, parlando della Sedgwick).

## Accuse di misoginia
La canzone è stata oggetto di critiche per la presunta misoginia del testo. Alan Rinzler, autore del libro Bob Dylan: The Illustrated Record, descrive la canzone "l'assassinio devastante di un personaggio... la più sardonica e cattiva di tutte le invettive lanciate da Dylan alle sue ex-amanti". Nel 1971, la giornalista del New York Times Marion Meade scrisse che "non esiste un catalogo più completo di insulti sessisti", e fece notare come nella canzone Dylan "definisca la natura delle donne avida, ipocrita, piagnucolosa e isterica". Il biografo di Bob Dylan Robert Shelton notò che "il titolo della stessa canzone è una banalità maschile che giustamente fa arrabbiare le donne", anche se Shelton ritiene che l'atteggiamento di Dylan sia "ironico".
Contro le accuse di misoginia, il critico musicale Paul Williams, nel suo libro Bob Dylan: Performing Artist, Book One 1960–1973, scrisse che Dylan canta in tono affettuoso dall'inizio alla fine della canzone. Egli inoltre aggiunge come nel canto di Dylan "non c'è mai un momento, nonostante le piccole frecciatine e le ammissioni di dolore, dove non si riesca a percepire l'amore nella sua voce." Infine, Williams afferma che il tema principale della canzone è il potere esercitato dalla donna descritta nei confronti di Dylan, come evidenziato dalla frase: «I was hungry and it was your world» ("ero affamato ed era il tuo mondo").
Bill Janovitz, nella sua recensione sul sito AllMusic, notò che nel contesto della canzone, Dylan "sembra essere sulla difensiva... come se fosse stato accusato di causare il crollo della donna. Ma si prende anche una parte della colpa; all'inizio è stato chiaramente preso dalla donna, ma apparentemente è maturato e ha visto cosa si cela dietro «her fog, her amphetamine, and her pearls» ("la sua nebbia, le sue anfetamine, e le sue perle"). Janovitz conclude scrivendo che "non è certamente misogino osservare una relazione personale dal punto di vista di uno di quelli coinvolti, che si tratti di uomo o donna. Non c'è nulla nel testo che possa suggerire che Dylan provi disprezzo, o men che meno un odio irrazionale, per le donne in generale".

## Formazione
- Bob Dylan: voce, chitarra acustica
- Charlie McCoy: chitarra
- Joseph A. Souter Jr.: chitarra
- Wayne Moss: chitarra
- Henry Strzelecki: basso
- Hargus "Pig" Robbins: pianoforte
- Al Kooper: organo
- Kenny Buttrey: batteria

## Cover
Tra le numerose cover del brano si ricordano quelle dei Kooks, di Nina Simone, Charlotte Gainsbourg, Gregg Allman, Joe Cocker, Van Morrison, B.B. King, Jeff Buckley, Manfred Mann, Rod Stewart, Richie Havens e dei Something Corporate.
Nel 2019 Gian Pieretti ne ha realizzato una versione in italiano nel suo album Nobel, dedicato a cover di Dylan, intitolata Come una donna.

## Riferimenti in altri media
- Nel film del 1977 Io & Annie, il personaggio interpretato da Shelley Duvall cita il testo della canzone come simbolo della profondità e della pregnanza dei testi nella musica rock ad uno scettico ed esterrefatto Woody Allen.
- Nel romanzo di Stephen King Carrie, viene ritrovato un blocco note dove la protagonista ha scritto ripetute volte la strofa: "Nobody has to guess/That Baby can't be blessed/Till she finally sees that she's like all the rest", tratta da Just Like a Woman.
- Nel febbraio 2000, nel corso di un'intervista rilasciata alla rivista Rolling Stone, il candidato presidenziale Al Gore rispose a due domande cantando due versi della canzone.